# Andrea Pilzer
Andrea Pilzer (Trento, 27 agosto 1991) è un giocatore di curling italiano.
Nel 2018 ha preso parte per la prima volta ai Giochi olimpici.

## Palmarès

### Europei juniores
- Oro a Copenaghen 2012;
- Oro a Praga 2013.